# The Grand Passion
The Grand Passion é um filme mudo norte-americano de 1918, do gênero faroeste, dirigido por Ida May Park e estrelado por Lon Chaney. O estado de conservação é classificado como desconhecido, que sugere ser um filme perdido.

## Elenco
- Dorothy Phillips - Viola Argos
- Jack Mulhall - Jack Ripley
- Lon Chaney - Paul Argos
- William Stowell - Dick Evans
- Bert Appling - Red Pete Jackson
- Evelyn Selbie - Boston Kate
- Alfred Allen - Ben Mackey